# Plurale tantum
Um plurale tantum (expressão latina que significa somente no plural; forma plural: pluralia tantum) é um substantivo registrado apenas na forma plural e que não possui registrada uma variante singular para se referir a um único objeto. Muitas línguas têm pluralia tantum, tais como as palavras inglesas clothes ("roupa"), scissors ("tesoura"), pants ("calça"), e trousers ("calça"), a palavra russa "den'gi" [деньги] ("dinheiro"), a palavra sueca inälvor ("intestinos"), a palavra holandesa hersenen ("cérebro").
Na língua portuguesa temos por exemplo as palavras anais (da história), arredores, belas-artes, cócegas, costas (parte do corpo), fezes, finanças, núpcias, óculos, parabéns, pêsames, suspensórios (peça de vestuário). Na variante europeia da língua, temos ainda calças e cuecas, termos que no Brasil são usados no singular.
O termo para o substantivo que aparece apenas na forma singular é chamado singulare tantum.
Em inglês, alguns substantivos plurale tantum de fato possuem uma forma singular, mas são utilizados apenas como um complemento nominal.  Isto é, frases como "trouser presses" e "scissor kick" contêm a forma singular, apesar de ser gramaticalmente incorreto dizer "a trouser" ("uma calça") isoladamente.  Isso está de acordo com uma preferência geral por substantivos singulares em posições complementares ou atributivas em inglês; entretanto, algumas palavras são utilizadas no plural mesmo como complemento nominal (por exemplo, "clothes peg" ("pregador (de roupa)", "glasses case" ("porta-óculos", "estojo para óculos").
Em muitos dialetos do inglês, quantificar um substantivo plurale tantum exige um numeral como, por exemplo, "one pair of scissors" ("um par de tesouras") em vez de "one scissors" ("uma tesoura"). Em outras línguas, formas numerais especiais são utilizadas em tais casos. Em polonês, por exemplo, "um par de óculos" pode ser expressado tanto por jedne okulary (um-plur. óculos-plur.) como por jedna para okularów (um-sing. par-sing. óculos-gen. plur.). Para maiores quantidades, existem "numerais coletivos": troje drzwi (três portas), pięcioro skrzypiec (cinco violinos). Compare estas às formas numerais ordinárias existentes no polonês: trzy filmy / pięć filmów (três filmes / cinco filmes)
No caso da palavra russa деньги, o seu singular деньга existia e correspondia a uma pequena moeda de cobre que valia metade de um kopek; entretanto, a inflação colocou a moeda - e, em consequência, a palavra -  em desuso.
A palavra hebraica Elohim, geralmente traduzida como "Deus", representa um plurale tantum bíblico .